# Oba Femi
Isaac Odugbesan (Lagos, ...) è un wrestler nigeriano sotto contratto con la WWE.
In carriera ha detenuto una volta l'NXT North American Championship e una volta l'NXT Championship.

## Carriera

### WWE (2021–presente)

#### NXT(2021–presente)
L'8 dicembre 2021 firmò con la WWE, venendo mandato al Performance Center per allenarsi.
Debuttò con il ring name "Oba Femi" il 18 novembre 2022 ad NXT Level Up venendo sconfitto da Dante Chen. Debuttò ad NXT nella puntata speciale NXT Spring Breakin del 25 aprile 2023 sconfiggendo Oro Mensah. Vinse la quinta edizione dell'NXT Breakout Tournament sconfiggendo Myles Borne nel primo turno, Tavion Heights in semifinale e Riley Osborne in finale, svoltasi il 2 gennaio nella puntata speciale NXT New Year's Evil.
Nella puntata di NXT del 9 gennaio vinse l'NXT North American Championship incassando il contratto vinto nell'NXT Breakout Tournament su Dragon Lee, dopo che questi aveva difeso con successo il titolo contro Lexis King. Il 4 febbraio, ad NXT Vengeance Day, difese il titolo contro Dragon Lee nella rivincita e anche il 20 febbraio ad NXT contro Lexis King, superando successivamente anche Brooks Jensen nella puntata di NXT del 12 marzo conservando il titolo.
Il 7 dicembre, durante l'evento Deadline, Oba Femi vinse l'iron survivor challenge, diventando il primo sfidante per il titolo di NXT Championship di Trick Williams. A NXT New Year's Evil, Oba Femi sconfisse un triple threat match Williams ed Eddy Thorpe, diventando il nuovo NXT Championship.

## Personaggio

### Mosse finali
- Pop-up falling powerslam[16]

## Titoli e riconoscimenti
- WWE
  - NXT Championship (1)[17]
  - NXT North American Championship (1)[18]

- Pro Wrestling Illustrated
  - 53º tra i 500 migliori wrestler singoli nella PWI 500 (2024)[19]